# دهه ۵۱۰ (پیش از میلاد)
دهه ۵۱۰ (پیش از میلاد) ۵۱مین دهه قبل از مبدا شروع تقویم میلادی است.